# Turó de la Coscollera
El Turó de la Coscollera és una muntanya de 360 metres que es troba entre els municipis de Sant Feliu de Llobregat i Sant Just Desvern, a la comarca del Baix Llobregat i de Barcelona, a la comarca del Barcelonès.